# Thomas Pelham, 2. hrabě z Chichesteru
Thomas Pelham, 2. hrabě z Chichesteru (Thomas Pelham, 2nd Earl of Chichester, 3rd Baron Pelham of Stanmer) (28. dubna 1756, Londýn – 4. července 1826, Londýn) byl britský státník ze šlechtického rodu Pelhamů, byl prasynovcem dvou britských premiérů 1. vévody z Newcastle a Henryho Pelhama. V několika britských vládách zastával postupně funkce ministra pro Irsko, ministra vnitra a generálního poštmistra, byl též členem Královské společnosti.

## Mládí a politická kariéra
Narodil se v Londýně jako nejstarší syn 1. hraběte z Chichesteru, který zastával hodnosti u dvora a také nižší vládní funkce. Studoval v Cambridge a v letech 1775–1778 podnikl kavalírskou cestu po Evropě, navštívil Španělsko, Francii, Itálii, německé země a Rakousko. Po návratu z cest a v roce 1780 byl za hrabství Sussex zvolen do Dolní sněmovny. Původně patřil k whigům, podporoval 2. markýze z Rockinghamu, později ale přešel k toryům a získal funkce ve vládě W. Pitta mladšího. Byl generálním inspektorem v úřadu polního zbrojmistra (1782–1783) a státním sekretářem pro Irsko (1783–1784). Jako ministr pro Irsko se stal členem irské Tajné rady (1783) a zároveň byl zvolen i do irského parlamentu (1783–1790, 1795–1799).
Mimo vládní funkce v 80. a 90. letech často cestoval do zahraničí, jeho cesty byly částečně i diplomatickými misemi. R. 1795 byl jmenován členem Tajné rady a znovu státním sekretářem pro Irsko (1795–1798). R. 1801 byl krátce komisařem kontrolního úřadu Britská Východoindická společnost, po pádu Pittovy vlády odmítl nabídku na úřad ministra války a vyslance v Rusku. Znovu se stal členem vlády pod H. Addingtonem jako státní sekretář vnitra (1801–1803). R. 1801 byl s titulem barona ze Stanmeru povolán do Sněmovny lordů, titul hraběte z Chichesteru zdědil po otci až r. 1805. Kvůli sporům s premiérem Addingtonem musel rezignovat na post ministra vnitra a byl pověřen méně významnými funkcemi (lord kancléř vévodství lancasterského 1803–1804, velitel královské tělesné stráže 1804). Do druhé Pittovy vlády již nebyl přizván, ale později dlouhodobě zastával funkci generálního poštmistra (1807–1826). Od roku 1800 byl členem Královské společnosti.

## Rodina
Jeho manželkou byla od roku 1801 Mary Henrietta Osborne (1780–1862), dcera ministra zahraničí 5. vévody z Leedsu. Dědicem rodových titulů byl nejstarší syn Henry Thomas (1804–1886), který zastával spíše jen čestné funkce. Druhorozený syn Frederick Thomas (1808–1861) sloužil v námořnictvu a dosáhl hodnosti kontradmirála, nejmladší syn John Thomas (1811–1894) byl duchovním a biskupem v Norwichi (1857–1893).